# Boone County, Indiana
Boone County är ett county i delstaten Indiana, USA, med 56 640 invånare. Den administrativa huvudorten (county seat) är Lebanon. 

## Geografi
Enligt United States Census Bureau har countyt en total area på 1 096 km². 1 095 km² av den arean är land och 1 km² är vatten. 

### Angränsande countyn
- Clinton County - nord
- Hamilton County - öst
- Marion County - sydost
- Hendricks County - syd
- Montgomery County - väst